# Jan van de Kam

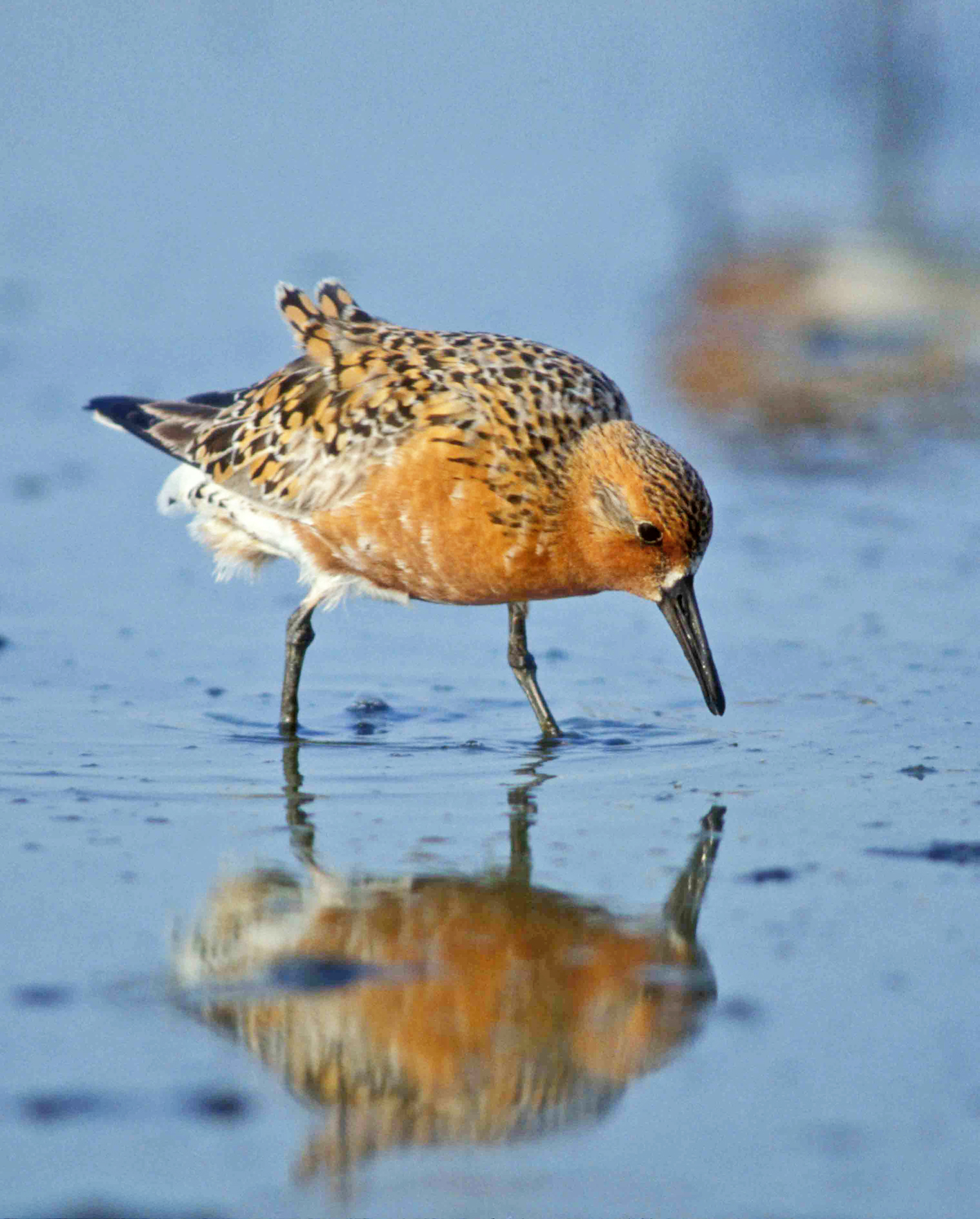
Von Jan van de Kam fotografierter Knutt (Calidris canutus), 2006 veröffentlicht

Jan van de Kam (* 1938) ist ein niederländischer Fotograf und Naturkundler.
Er fotografiert hauptsächlich im niederländischen und deutschen Wattenmeer. Insbesondere auf den Halligen fotografiert Jan van der Kam gerne, da dort das Watt immer in einem für Fotografen günstigen Licht steht.

## Auszeichnungen
Van der Kam gewann 2003 die Goldene Ringelgansfeder.

## Publikationen (Auswahl)
- Op de grens van land en zee : portret van de Wadden. Ploegsma, Amsterdam 1969, ISBN 90-216-0051-X.
- De wadden, wereld tussen eb en vloed. Landelijke Vereniging tot Behoud van de Waddenzee, Harlingen 1990, ISBN 90-6255-415-6.
- Shorebirds: An Illustrated Behavioural Ecology. KNNV Publishers, Utrecht 2004, ISBN 90-5011-192-0.
- Invisible connections : why migrating shorebirds need the Yellow Sea. Wetlands International, Wageningen 2008, ISBN 978-90-5882-009-9.